# Ferdinand Stoliczka

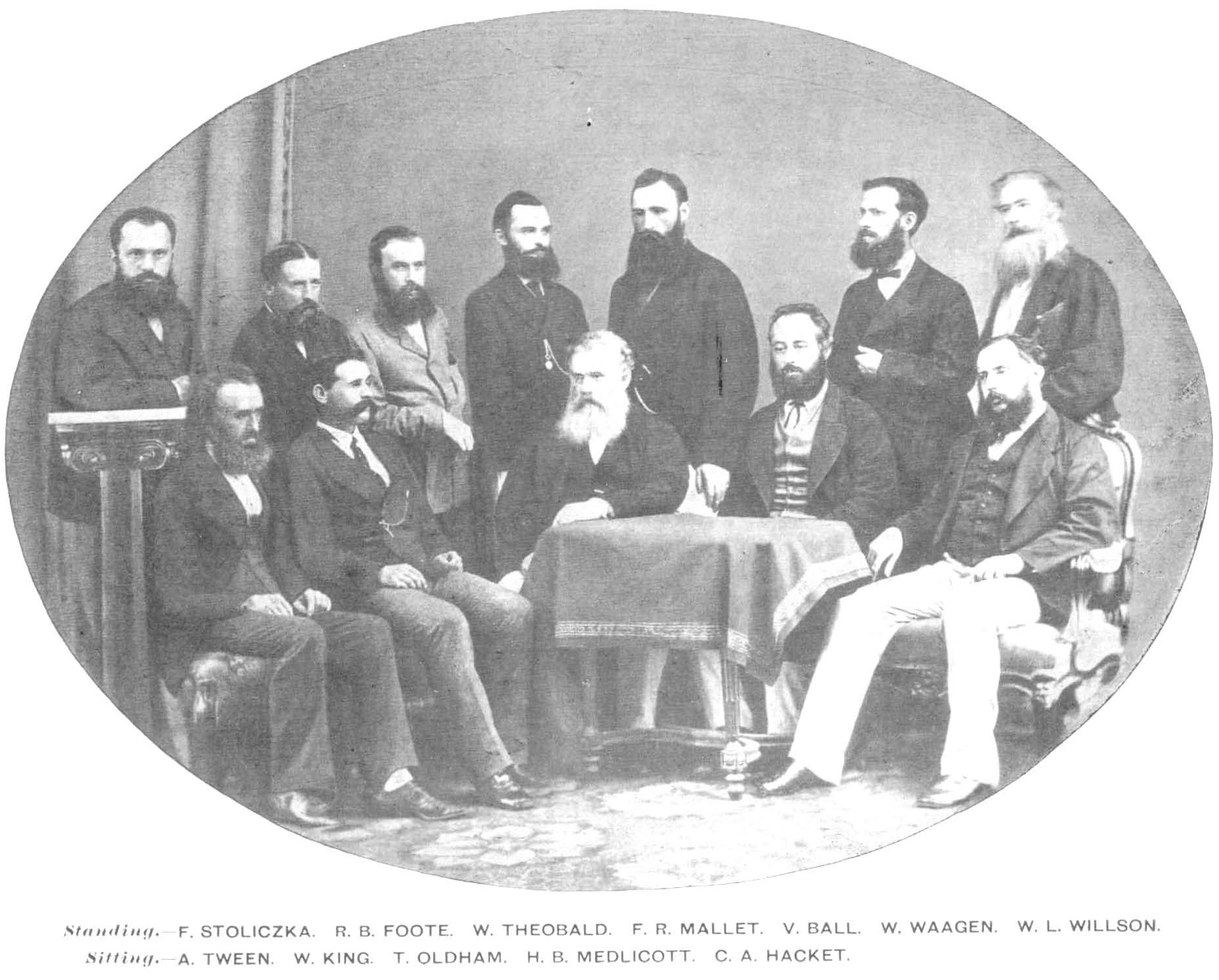
Geological Survey of India w 1870. Stoją: F. Stoliczka, R.B. Foote, W. Theobald, F.R. Mallet, V. Ball, W. Waagen, W.L. Willson; siedzą A. Tween, W. King, T. Oldham, H.B. Medlicott, C.A. Hackett

Ferdinand Stoliczka (Ferdinand Stolička, ur. 7 czerwca 1838 w Zámečku, zm. 19 czerwca 1874 w Murghí, Ladakh) – morawski przyrodnik, paleontolog, zoolog, geolog, podróżnik i himalaista.

## Życiorys
Stoliczka urodził się w Zámečku nieopodal Kromieryżu na Morawach. Jego ojciec był leśnikiem, opiekującym się majątkiem arcybiskupa Ołomuńca. Studiował geologię i paleontologię na Uniwersytecie Karola w Pradze i na Uniwersytecie Wiedeńskim, gdzie jego nauczycielami byli Eduard Suess i Rudolf Hoernes. Tytuł doktora otrzymał 14 listopada 1861 na Uniwersytecie Eberharda Karola w Tybindze.
Jego pierwsze prace dotyczyły skamieniałości słodkowodnych mięczaków ze skał kredowych północno-wschodniej części Alp. W 1862 dołączył, na zaproszenie Thomasa Oldhama, do Geological Survey of India. W Kalkucie zajął się dokumentacją skamieniałości kredowych z południowych Indii, a wyniki swoich prac opublikował w „Palaeontologia indica”. Rezultaty tych prac, ukończonych w 1873, zajęły cztery tomy, łącznie prawie 1500 stron in quarto ze 178 tablicami. Badał geologię zachodnich Himalajów i Tybetu. Przez krótki czas był kustoszem Muzeum Indyjskiego. Pełnił też funkcję sekretarza Asiatic Society of Bengal.
Zwiedził Birmę, Malaje i Singapur, odbył też dwie wyprawy na Andamany i Nikobary oraz do Wielkiego Rannu. W 1864 razem z Frederickiem Richardem Malletem z GSI po raz pierwszy odbył podróż w Himalaje. W 1865 przedsięwziął drugą wyprawę, razem z przyjacielem i swoim psem. W latach 1871–1872 prowadził prace geologiczne w Kaććh. W 1873 dołączył do wyprawy Hume’a i Valentine Balla na Andamany i Nikobary.
Trzecia ekspedycja himalajska w której brał udział wyruszyła z Rawalpindi, przez Pangong Tso do Yarkand. W grudniu 1873 wyprawa dotarła do Kaszgaru. W drodze powrotnej, 19 czerwca 1874 w Ladakh, Stoliczka zmarł z powodu ostrego obrzęku płuc spowodowanego chorobą wysokogórską. Miał 36 lat. Ciało przyrodnika pochowano z honorami 24 czerwca w Leh; do dziś znajduje się tam ufundowany przez rząd brytyjski granitowy obelisk z pamiątkową tablicą. W „Nature” ukazał się nekrolog autorstwa Williama Blanforda. Informacja o jego śmierci ukazała się też w praskim czasopiśmie „Vesmír”.
W 1864 roku podczas wyprawy w Himalaje zaczął interesować się ptakami. Spotkał się ze wsparciem ze strony Allana Octaviana Hume’a, „ojca indyjskiej ornitologii”. Pierwszą ornitologiczną pracą Stoliczki było zebranie dużego zbioru ptaków w dolinie Sutlej. Jego pracę wysoko ocenił Arthur Hay, jednak nie zgodził się on z kryteriami wyróżniania nowych gatunków na podstawie jedynie drobnych różnic w upierzeniu. Hume poparł Stoliczkę i opublikował notatkę, krytykującą pracujących w londyńskich muzeach przyrodników, niemających pojęcia o geografii Indii. Wkrótce potem Hume założył czasopismo ornitologiczne „Stray Feathers” i zachęcał pracujących w Indiach ornitologów do publikowania w nim.
W latach 1859–1874 Stoliczka napisał 79 artykułów, jednak żaden z nich nie był w języku czeskim. Uważa się, że w domu rodzinnym mówił po niemiecku. W czasie gdy żył w Kalkucie, był ważną postacią tamtejszej niemieckojęzycznej społeczności.

## Memoria

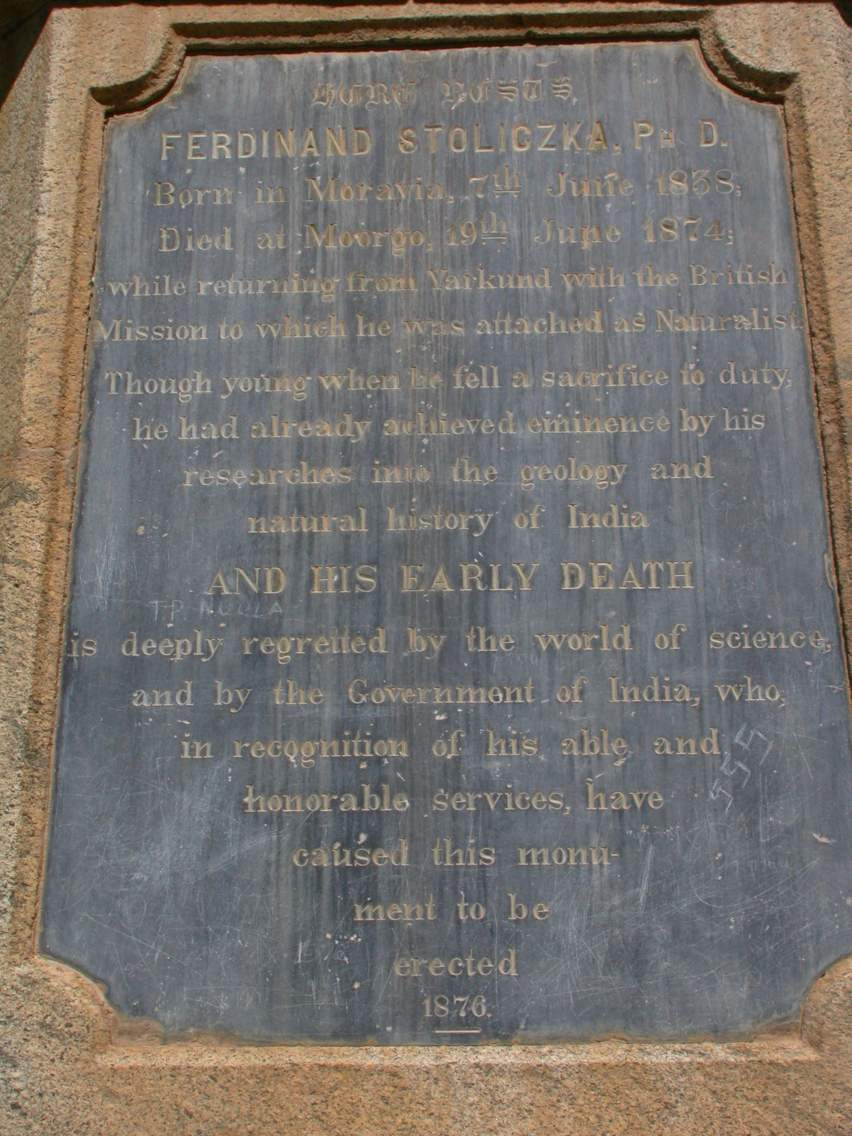
Pomnik upamiętniający Skoliczkę w Leh w Indiach

Na cześć Stoliczki nazwano szereg gatunków zwierząt:
- Stoliczka
- Stoliczkaia
- Stoliczkia
- Parnassius stoliczkanus
- Alticola stoliczkanus
- Aselliscus stoliczkanus
- Carabus stoliczkanus
- Chorizopes stoliczkae
- Colias stoliczkana
- Cyrtopodion stoliczkai
- Puntius stoliczkanus
- Thomisus stoliczka
- Triplophysa stoliczkai (syn. Nemacheilus stoliczkae)

Mała wyspa należąca do archipelagu Ziemi Franciszka Józefa została nazwana przez austriacko-węgierską ekspedycję polarną Wyspą Stoliczki. Leży na wschód od Wyspy Payera, jej współrzędne to 81°11′N, 058°16′E.
18 czerwca 2008 czeska poczta wyemitowała znaczki o nominale 12 koron, przedstawiające Ferdinanda Stoliczkę. W miejscu jego urodzin znajduje się pamiątkowa tablica.

## Gatunki opisane przez Stoliczkę
- Laudakia dayana (1871)
- Psammophilus blanfordanus (1871)
- Typhlops andamanensis (1871)
- Typhlops porrectus (1871)
- Gongylosoma nicobariensis (1870)
- Cyrtopodion kachhensis (1872)
- Cyrtopodion lawderanus (1872)
- Hemidactylus giganteus (1871)
- Ablepharus grayanus (1872)
- Lipinia macrotympanum (1873)
- Eutropis rugifera (1870)
- Ansonia penangensis (1870)
- Saxicola macrorhynchus (1872)
- Peucetia viridana (1869)
- Ramanella variegata (1872)
- Fejervarya andamanensis (1870)

## Prace
- Über die Gastropoden und Acephalen der Hierlatz-Schichten. Wien, Aus der k.k. hof-und Staatsdruckerei, 1861
- Fossile Bryozoen aus dem tertiären Grünsandsteine der Orakei-Bay bei Auckland mit Betrachtungen über neue oder weniger bekannte Bryozoen-Sippen und deren Classification (1864)
- Eine Revision der Gastropoden der Gosauschicht in den Ostalpen. Wien, Eigenverlag, 1865
- Letters to the Editor. „Stray Feathers” 1, 5, s. 425–427 (1873)
- Letters to the Editor. „Stray Feathers” 2, 4&5, s. 461–463 (1874)
- Letters to the Editor. „Stray Feathers” 2, 4&5, s. 463–465 (1874)
- The avifauna of Kashgar in winter. „Stray Feathers” 3(1,2&3), 215-220 (1875)
- Notice of the mammals and birds inhabiting Kachh [Cutch]. „Jour. Asiatic Soc. Bengal” 41(2), 211-258 (1872)
- The gastropoda of the Cretaceous rocks of southern India (1867)
- Ornithological observations in the Sutlej valley, N.W. Himalayas. „Jour. Asiatic Soc. Bengal” 37(2), 1-70 (1868)
- On Jurassic Deposits in the North-west Himalaya[8]. (1868)
- The fossil Cephalopoda of the Cretaceous rocks of southern India (1864)
- Cretaceous fauna of southern India (1872)
- Scientific results of the second Yarkand Mission Calcutta, 1879
- Diary of the late dr. Ferdinand Stoliczka. Yarkand mission, 1873-74. Calcutta, 1875?